# Лази-Малі (Підляське воєводство)
Лази-Малі (пол. Łazy Małe) — село в Польщі, у гміні Тикоцин Білостоцького повіту Підляського воєводства.
Населення — 62 особи (2011).
У 1975-1998 роках село належало до Білостоцького воєводства.

## Демографія
Демографічна структура станом на 31 березня 2011 року:
|          | Загалом | Допрацездатний вік | Працездатний вік | Постпрацездатний вік |
| -------- | ------- | ------------------ | ---------------- | -------------------- |
| Чоловіки | 33      | 5                  | 25               | 3                    |
| Жінки    | 29      | 5                  | 13               | 11                   |
| Разом    | 62      | 10                 | 38               | 14                   |